# Fútbol 5 en los Juegos Parapanamericanos

El fútbol 5 es uno de los deportes disputados en los Juegos Parapanamericanos. Es organizado por la Organización Deportiva Panamericana.
El torneo masculino es único que se lleva a cabo, es decir, que no existe torneo femenil; dicho deporte fue admitido en los Juegos Panamericanos de Río de Janeiro 2007.

## Torneo Masculino
| Año           | Sede                   | Medalla de oro | Medalla de plata | Medalla de bronce |
| ------------- | ---------------------- | -------------- | ---------------- | ----------------- |
| 2007 Detalles | Río de Janeiro, Brasil | Brasil         | Argentina        | Paraguay          |
| 2011 Detalles | Guadalajara, México    | Brasil         | Argentina        | Colombia          |
| 2015 Detalles | Toronto, Canadá        | Brasil         | Argentina        | México            |
| 2019 Detalles | Lima, Perú             | Brasil         | Argentina        | México            |
| 2023 Detalles | Santiago, Chile        | Brasil         | Colombia         | Argentina         |
| 2027 Detalles | Barranquilla, Colombia | Por disputarse | Por disputarse   | Por disputarse    |

### Medalleros
Actualizado Santiago 2023
| Núm. | País            | Oro | Plata | Bronce | Total |
| ---- | --------------- | --- | ----- | ------ | ----- |
| 1    | Brasil (BRA)    | 5   | 0     | 0      | 5     |
| 2    | Argentina (ARG) | 0   | 4     | 1      | 5     |
| 3    | Colombia (COL)  | 1   | 0     | 1      | 2     |
| 4    | México (MEX)    | 0   | 0     | 2      | 2     |
| 5    | Paraguay (PAR)  | 0   | 0     | 1      | 1     |
|      | Total           | 5   | 5     | 5      | 15    |